# Heinrich von Bülow
Heinrich von Bülow (né le 16 septembre 1792 à Schwerin - mort le 6 février 1846 à Berlin) est un homme politique prussien. 

## Biographie
Fils de Bernhard Joachim von Bülow, il étudie à l'école de la cathédrale de Güstrow (de) puis part étudier à Iéna en 1810. Il y étudie le droit. Il poursuit ses études à Heidelberg puis à Genève. Le 13 janvier 1811, il intègre la corporation étudiante Vandalia Jena puis celle de Vandalia Heidelberg (de). En 1813, il incorpore le Corps de Walmoden en tant que lieutenant. Il est promu adjudant du colonel russe August Ludwig von Nostitz.
La paix revenue, il se consacre à la diplomatie. À Francfort-sur-le-Main, il travaille sous les ordres du ministre Wilhelm von Humboldt lorsque ce dernier conduit la régulation des frontières des territoires allemands. Bülow le suit à Londres en 1817 comme secrétaire d'ambassade, puis à Berlin en 1819 au sein du ministère des Affaires étrangères où il reprend l'exposé sur le commerce et la navigation. En 1820, il épouse Gabriele (1802–1887), la fille de Wilhelm von Humboldt avec qui il est fiancé depuis 1815.
Bülow se consacre particulièrement à la création du Zollverein en concluant des traités douaniers avec les États voisins. C'est en tant qu'envoyé à Londres en 1827 qu'il œuvre également au Zollverein. Il gagne la confiance des hommes d'États anglais. Entre 1830 et 1831 il participe grandement aux négociations concernant le plan de partage de la Belgique à la suite de la révolution belge et de sa proclamation d'indépendance du royaume uni des Pays-Bas. A ce titre, il est l'un des signataires du traité des XVIII articles rédigé à Londres le 26 juin 1831.
Il participe également aux débats quant à la question orientale. À l'automne 1841, il est envoyé au Bundestag à Francfort mais il est nommé au poste de ministre des Affaires étrangères à la place du comte Mortimer von Maltzahn (de) le 2 avril 1842. Avec le ministre de la Guerre Hermann von Boyen, il soutient des positions plus libérales au sein du ministère mais n'ont que peu d'influence sur la politique générale.
Bülow quitte le ministère en 1845 et se retire à Tegel.